# نادي برازيليا
نادي برازيليا لكرة القدم (بالبرتغالية: Brasiliense Futebol Clube‏)، هو نادي رياضي لكرة القدم، أسس بتاريخ 1 أغسطس 2000م.

## إنجازاته
حصل على الدوري البرازيلي للدرجة الثانية عام 2004م، وحصل على الدوري البرازيلي للدرجة الثالثة عام 2002م، كما حصل على وصافة كأس البرازيل عام 2002م.

## وصلة خارجية
- (بالبرتغالية) Brasiliense Official Web Site